# Anne Couffier de Romans
Anne Couffier de Romans (1737. június – 1808. december 27.) francia udvarhölgy.
Egy burzsoá, Jean-Joseph Coupier leányaként született. Első szeretője, a híres-hírhedt Giacomo Casanova elkészítette a horoszkópját, mely szerint a nőnek Párizsba kell mennie szerencsét próbálni. Ott magának az uralkodónak, XV. Lajos francia királynak az ágyasa lett, 1760 és 1765 között volt viszonyuk. 1762-ben fiuk született, aki a Louis-Aime Bourbon nevet kapta, s akit a király törvényesített is.
1772-ben Anne férjhez ment. Hitvese a cavanac-i márki, Gabriel Guillaume de Siran lett. 1781-ben rajtakapták az asszonyt és szeretőjét, a nála tizenhét évvel fiatalabb Thomas de Boisgelin of Kerdu apátot, amiből országos botrány lett.